# Nina Pens
Nina Pens (senere Nina Pens Rode) (22. maj 1929 i Kongens Lyngby – 22. juli 1992) var en dansk skuespillerinde.
Blev uddannet fra Odense Teaters elevskole og debuterede på teatret i 1947.
Derefter fik hun diverse roller på en række teatre, herunder Det ny Teater, ABC Teatret, Aarhus Teater, Aalborg Teater, Apolloteatret og Folketeatret.
Var gift med redaktør Mogens Lind og siden med skuespillerkollegaen Ebbe Rode.

## Udvalgt filmografi
- Dorte – 1951
- Husmandstøsen – 1952
- Kærlighedsdoktoren – 1952
- Arvingen – 1954
- Kispus – 1956
- Gertrud – 1964